# Галабадаараччи, Джасинта
Джасинта Према де Ниева Галабадаараччи (англ. Jacynta Prema de Nieva Galabadaarachchi; род. 6 июня 2001, Dandenong) — австралийская профессиональная футболистка, нападающий португальского клуба «Спортинг».

## Ранние годы
Галабадаараччи начала играть в футбол в возрасте пяти лет, увидев игру своего брата. Позже её пригласили в академию «Манчестер Сити», где она провела восемь недель, тренируясь с командой. В возрасте 14 лет её просьба играть за команду Премьер-лиги среди юношей до 15 лет была отклонена Футбольной федерацией Виктории; позже это решение было отменено.

## Клубная карьера

### «Мельбурн Сити» (2016—2017)
В октябре 2016 года, в возрасте 15 лет, Галабадаараччи подписала контракт с «Мельбурн Сити» на сезон 2016/2017 и сыграла пять матчей за клуб, играя в основном в качестве нападающего. Получив ограниченное игровое время в «Мельбурн Сити», Галабадаараччи отправилась в Англию и тренировалась там с различными профессиональными командами. Несмотря на предложения, она не смогла подписать профессиональный контракт, так как ей было меньше 18 лет.

### «Перт Глори» (2018—2019)
Галабадаараччи вернулась в Австралию и подписала контракт с «Перт Глори» на сезон 2018/2019.

### «Вест Хэм Юнайтед» (2019—2020)
В июле 2019 года Галабадаараччи перешла в английскую клуб «Вест Хэм Юнайтед» из Суперлиги.

### «Наполи» (2020—2021)
В сентябре 2020 года Галабадаараччи подписала контракт с итальянским клубом «Наполи».

### «Селтик» (2021—2023)
В феврале 2021 года Галабадаараччи подписала контракт с шотландским клубом «Селтик» из Премьер-лиги. В июле 2023 года «Селтик» подтвердил, что Галабадаараччи покинет клуб.

### «Спортинг» (2023—н.в.)
В июле 2023 года она подписала контракт с португальской командой «Спортинг».

## Карьера за сборную
Галабадаараччи имеет право представлять Австралию, Шри-Ланку, Аргентину и Италию на международном уровне. Она выступала за сборную Австралия (до 17 лет). В феврале 2017 года она была вызвана в тренировочного лагерь национальной сборной Австралии перед Кубком Алгарве.

## Личная жизнь
У неё отношения со шведским футболистом Карлом Старфельтом.

## Клубная статистика
| Клуб             | Сезон      | Лига         | Лига  | Лига | Кубок | Кубок | Кубок лиги | Кубок лиги | Континент | Континент | Другое | Другое | Итог  | Итог |
| Клуб             | Сезон      | Дивизион     | Матчи | Голы | Матчи | Голы  | Матчи      | Голы       | Матчи     | Голы      | Матчи  | Голы   | Матчи | Голы |
| ---------------- | ---------- | ------------ | ----- | ---- | ----- | ----- | ---------- | ---------- | --------- | --------- | ------ | ------ | ----- | ---- |
| Мельбурн Сити    | 2016/2017  | W-лига       | 5     | 0    | —     | —     | —          | —          | —         | —         | —      | —      | 5     | 0    |
| Перт Глори       | 2018/2019  | W-лига       | 4     | 0    | —     | —     | —          | —          | —         | —         | —      | —      | 4     | 0    |
| Вест Хэм Юнайтед | 2019/20    | Суперлига    | 11    | 0    | 1     | 0     | 5          | 0          | —         | —         | —      | —      | 17    | 0    |
| Наполи           | 2020/21    | Серия A      | 4     | 0    | 0     | 0     | 0          | 0          | —         | —         | —      | —      | 4     | 0    |
| Селтик           | 2020/21    | Премьер-лига | 10    | 1    | 0     | 0     | 0          | 0          | —         | —         | —      | —      | 10    | 1    |
| Селтик           | 2021/22    | Премьер-лига | 23    | 3    | 2     | 0     | 3          | 1          | —         | —         | —      | —      | 28    | 4    |
| Селтик           | 2022/23    | Премьер-лига | 30    | 15   | 1     | 0     | 0          | 0          | —         | —         | —      | —      | 31    | 15   |
| Селтик           | Итог       | Итог         | 63    | 21   | 3     | 0     | 3          | 1          | —         | —         | —      | —      | 69    | 20   |
| Спортинг         | 2023/24    | Насьональ    | 18    | 3    | 5     | 0     | 4          | 1          | 0         | 0         | 2      | 0      | 29    | 4    |
| Спортинг         | 2024/25    | Насьональ    | 5     | 0    | 0     | 0     | 0          | 0          | 4         | 0         | 2      | 0      | 11    | 0    |
| Спортинг         | Итог       | Итог         | 23    | 3    | 5     | 0     | 4          | 1          | 4         | 0         | 4      | 0      | 40    | 4    |
| Общий итог       | Общий итог | Общий итог   | 110   | 24   | 9     | 0     | 12         | 2          | 4         | 0         | 4      | 0      | 139   | 24   |

1. ↑  Включая Кубок Англии
2. ↑  Включая Кубка лиги Англии[англ.]
3. ↑  Включая Лигу чемпионов
4. ↑  Включая Суперкубок Португалии[англ.]

## Достижения

### «Мельбурн Сити»
- Чемпионка Австралии: 2016/17[англ.]

### «Селтик»
- Обладательница Кубка Шотландии[англ.]: 2022, 2023
- Обладательница Кубка лиги Шотландии[англ.]: 2021/22

### «Спортинг»
- Обладательница Суперкубка Португалии[англ.]: 2024